# DO Большого Пса
DO Большого Пса (лат. DO Canis Majoris) — двойная затменная переменная звезда типа Алголя (EA) в созвездии Большого Пса на расстоянии приблизительно 4813 световых лет (около 1476 парсеков) от Солнца. Видимая звёздная величина звезды — от +15,9m до +14m. Орбитальный период — около 2,7255 суток.